# Nina Hagen

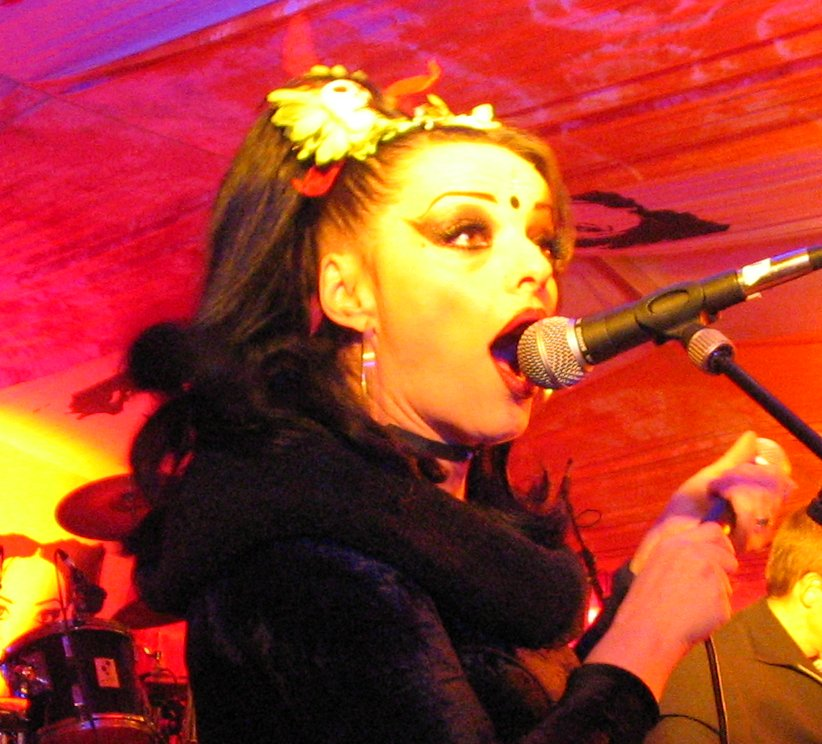
Nina Hagen nel 2003 durante un concerto a Chicago

Nina Hagen, pseudonimo di Catharina Hagen (Berlino Est, 11 marzo 1955), è una cantautrice e attrice tedesca.

## Biografia
Artista versatile, personalità eccentrica nella scena punk, rock e pop per almeno trent'anni, Nina Hagen è nata dal matrimonio della cantante e attrice Eva-Maria Hagen, molto popolare nell'ex Repubblica Democratica Tedesca, con lo scrittore Hans Oliva-Hagen. I genitori divorziarono quando Nina aveva due anni. Lei vide raramente il padre. La madre si risposò nove anni dopo col cantante e attivista politico Wolf Biermann.
Già a 17 anni Nina era una cantante di successo: il suo brano Du hast den Farbfilm vergessen ("Hai dimenticato di prendere il rullino a colori") divenne molto popolare. La canzone parlava di una ragazza che rimprovera al suo ragazzo di esser venuto con lei in vacanza e aver dimenticato la pellicola a colori per la macchina fotografica, così i due non potranno scattare foto da far vedere agli amici che non crederanno che le loro vacanze siano state così belle. Secondo molti si trattava di una sottile satira del grigiore della DDR.
Quando Wolf Biermann, suo patrigno e intellettuale dissidente della DDR, fu espatriato nel 1976, Nina lo seguì nella Germania Ovest, anche perché bollato come individuo dal comportamento antisociale, dovuto alle sue contestazioni contro l'invasione sovietica della Cecoslovacchia. Si trasferì in seguito a Londra dove stava nascendo il punk e Nina si fece ispirare da questo genere di musica collaborando e frequentando nomi del panorama nascente come i Sex Pistols e Vivienne Westwood. Più tardi dichiarerà in un'intervista che si appassionò a questo movimento tipicamente maschile perché gli unici esponenti del punk erano ragazzini di appena quattordici o quindici anni. Lei invece di anni ne aveva già ventidue e tutti cominciarono a chiamarla "Madrina del punk" e successivamente 'Regina'.
Al suo ritorno in Germania Ovest assunse uno stile eccentrico e assieme al suo gruppo (provenienti dal gruppo Lokomotive Kreuzberg, e che dopo la fine del sodalizio con la Hagen cambiò il nome in Spliff) registrò due album dal titolo "Nina Hagen Band" (1978) e "Unbehagen" (1979). Questi due dischi, che andarono a ruba anche al mercato nero dell'Est, ebbero un grande successo e aprirono un nuovo capitolo nella storia del rock tedesco offrendo al pubblico un primo approccio alla creazione di musica punk e NDW. I principali brani che attirano l'attenzione sono African Reggae, per le sue sonorità esotiche e il ritmo travolgente oltre che una parte del testo in inglese e non in tedesco; Naturträne, brano che la stessa Hagen scrisse all'età di 13 anni e una versione di "Lucky Number" di Lene Lovich riscuote molte attenzioni sia nel Regno Unito che negli Stati Uniti d'America dove l'artista si trasferisce.
Nina ha sempre rifiutato di confessare il motivo della rottura con la band, ma si presuppone fosse il desiderio da parte della cantante di intraprendere una carriera solista.

## L'arrivo in America e NunSexMonkRock
Così la giovanissima Nina si trasferisce nel nuovo mondo tutta sola. Dalla sua parte ha un'eccellente conoscenza della lingua inglese, che ha appreso nel suo viaggio a Londra, una discreta somma di denaro ricavato dalle vendite dei suoi primi lavori e un'ottima dose di determinazione.
Ma a differenza della Germania, in America nessuno ha mai sentito parlare di lei, così Nina pensa bene di pubblicare un EP che racchiuda i suoi principali successi fino ad ora, in attesa di un nuovo lavoro discografico. I brani riscuotono un notevole successo, soprattutto nelle discoteche newyorkesi e dopo pochi mesi comincia a lavorare ad un nuovo progetto. Il titolo di quello che diventerà forse la sua più celebre opera sarà NunSexMonkRock. Proprio poco tempo prima dell'uscita dell'album, Nina si innamora di un giovane chitarrista di nome Ferdinand Karmelk che suonava già per il suo ex fidanzato Herman Brood. Dalla loro breve relazione nasce una figlia che verrà battezzata Cosma Shiva in riferimento alle due grandi passioni della madre, gli UFO e l'Induismo. Nella track list del nuovo album, che uscì a maggio del 1982, fu incluso un brano dedicato alla figlia. Altra canzone di notevole successo fu Dr. Art, una dedica al disegnatore di Graffiti Ivar Vics, ex fidanzato della Hagen.
Tuttavia il singolo trainante e che per tutta l'estate 1982 rimase tra le principali hit trasmesse per le radio di tutto il mondo fu Smack Jack. Scritta e composta interamente da Ferdinand Karmelk, la canzone tratta di temi pesanti come la dipendenza da eroina (infatti Karmelk era un tossicodipendente che morì di AIDS nel 1988) e la disperazione umana. Viene anche rilasciato un video girato in una discoteca dove si vede Nina interpretare quattro diverse persone: Adolf Hitler (indossando baffi e cappellino e cantando con voce roca), una ragazza pazza, una prostituta di colore e la Madonna (che cerca inutilmente di scacciare tutto il male e di liberare le persone dai loro peccati).
Nina è una personalità molto eccentrica che ama mostrarsi in pubblico con look sempre diversi. Non a caso è sempre stata paragonata alla Madonna tedesca, e la stessa Cyndi Lauper ha dichiarato di essersi ispirata molto alla Hagen. Le sue canzoni sono ironiche e graffianti e mostrano testi con idee femministe e spesso di contestazione politica verso il regime sovietico. Ha spesso dato scandalo, come per esempio negli anni ottanta quando, ospite nella trasmissione televisiva austriaca Club2, dimostra al pubblico sbalordito diverse tecniche di masturbazione. Oppure quando ha riproposto Wenn ich ein Junge wär (Se fossi un ragazzo), una canzone portata al successo da Rita Pavone (al primo posto per varie settimane nelle hit parade tedesche) in Germania negli anni sessanta in lingua tedesca con un testo femminista, cambiando l'ultima strofa da (tradotto): "se fossi un ragazzo tutto sarebbe più facile" a "se fossi un ragazzo avrei più rapporti (sessuali)". Nina ha suscitato molto scalpore anche negli anni novanta quando ha rivelato di credere agli UFO, di interessarsi all'esoterismo e di ispirarsi ai movimenti religiosi orientali. Nina ha infatti dichiarato che vivendo in una famiglia e in una società completamente atea, era andata lei stessa 'alla ricerca di Dio'. Sin dai primi anni ottanta fino alla vera e propria conversione, si dedicò alla fede induista (nel 1999 pubblica infatti un album di mantra dal titolo Om Namah Shivay).
Nel 1993 partecipa a una puntata del varietà di musica Schlager Heino Die Show, condotto dal celebre cantante tedesco Heino, con il quale improvvisa il duetto HeiNina, HeiNina, HeiNo!, reinterpretazione del celebre motivo popolare composto da Bronislau Kaper su parole di Helen Deutsch Hi-Lili, Hi-Lo.
Nel 1995 partecipa alla creazione dell'album I Hate Freaks Like You della band di Dee Dee Ramone (ex Ramones) Dee Dee Ramone I.C.L.C.
Negli ultimi anni ha fatto uso della sua voce camaleontica (si dice che abbia un'ampiezza di molte ottave e che ne abbia fatto così tanto uso da essere stata operata d'urgenza alle corde vocali dopo un concerto) provando diversi stili: nel 1998 ha interpretato brani di Bertolt Brecht con l'attrice Meret Becker in uno spettacolo per l'anniversario dei 100 anni della nascita del drammaturgo; nel 2003 ha cantato Seemann con gli Apocalyptica, e nel 2006 è uscito un suo album di musica swing.
Nina Hagen ha all'attivo anche alcune prove cinematografiche. Nel 2004 ha sostenuto il ruolo della perfida strega-regina nel film 7 Zwerge del regista Sven Unterwaldt Jr., una produzione tedesca "Zipfelmuetzen Film/Hamburg, Film & Entertainment", dove il personaggio di Biancaneve è recitato dalla figlia Cosma Shiva, nata nel 1981.
Nina Hagen ha scritto le sue memorie nel 1988.

## Vita privata
A metà degli anni ottanta, a 31 anni, la Hagen ha sposato un punk diciottenne. Il disco Punk Wedding del 1987 si ispira a tale evento, che poi si scoprirà essere una finzione.
Nina Hagen ha due figli, l'attrice Cosma Shiva Hagen, nata nel 1981 dalla relazione con il chitarrista Ferdinand Karmelk, e Otis Hagen, nato nel 1991 dalla sua relazione con Hans Chevalier Hagen.

## Discografia parziale

### Discografia con Nina Hagen Band

#### Album
- 1978 - Nina Hagen Band (CBS, LP)
- 1979 - Unbehagen (CBS, LP)

#### EP
- 1980 - TV-Glotzer (White Punks On Dope)/Superboy/African Reggae/Wir Leben Immer Noch (Lucky Number) (Columbia, EP 10"/EP 12")

#### Singoli
- 1975 - Hatschi-Waldera/Wir Tanzen Tango (Amiga, 7")
- 1976 - Ich Bin Da Gar Nicht Pingelig/Honigmann (Amiga, 7")
- 1978 - TV-Glotzer/Heiß (CBS, 7")
- 1978 - Auf'm Bahnhof Zoo/Der Spinner (CBS, 7")
- 1979 - Unbeschreiblich Weiblich/Der Spinner (CBS, 7")
- 1979 - African Reggae/Wir Leben Immer... Noch (Lucky Number) (CBS, 7"/12")
- 1979 - Naturträne/Heiss (CBS, 7")
- 1980 - Herrmann Hiess Er/Wau Wau (CBS, 7")
- 1980 - Auf'm Rummel/Wenn Ich Ein Junge Wär (Live-Version) (CBS, 7")
- 1980 - My Way/Auf'm Bahnhof Zoo/Superboy (CBS, 12")

### Discografia solista

#### Album
- 1982 - NunSexMonkRock (CBS, LP)
- 1983 - Angstlos (CBS, LP)
- 1985 - In Ekstase (CBS, LP)
- 1989 - Nina Hagen (CBS, LP)
- 1991 - Street (Mercury, CD)
- 1993 - Revolution Ballroom (Mercury, CD)
- 1995 - FreuD euch (BMG/Ariola, CD)
- 1996 - BeeHappy (RCA/BMG, CD)
- 1999 - Om Namah Shivay (Smart ASS, 2CD)
- 2000 - Return of the Mother (Orbit Records/Virgin, CD)
- 2003 - Big Band Explosion (SPV Recordings, CD) con LeipzigBigBand
- 2003 - Seeman Featuring Nina Hagen
- 2006 - Irgendwo auf der Welt (Universal Music Group/Island Records, CD) con The Capital Dance Orchestra
- 2008 - Mother Is Reacting - Sweet Lord Concept Album - Revamped (senza etichetta, CD) con Loka Nunda
- 2010 - Personal Jesus (Koch Universal, CD)
- 2011 - Volksbeat (CD)
- 2022 - Unity

#### EP
- 1987 - Punk Wedding

#### Raccolte
- 1986 - World Now (Best Of Nina Hagen) (CBS/Sony, CD)
- 1987 - Love (CBS)
- 1990 - The Very Best Of (CBS)
- 1991 - Adam Ant / Nina Hagen (De Agostini/Columbia)
- 1992 - Rock aus Deutschland (Volume 12) (Deutsche Schallplatten Berlin)
- 1992 - Collection Gold. 13 Titres Originaux (Columbia, CD)
- 1992 - Du hast den Farbfilm Vergessen (MC)
- 1995 - Μψ ωαψ From '78 To '94 (Mercury, CD)
- 1995 - Definitive Collection (Columbia, CD)
- 1996 - Was Denn… Hits '74-'95 (Amiga/Hansa Records, CD)
- 1996 - 14 Friendly Abductions: The Best Of Nina Hagen (Columbia, CD)
- 2000 - Simply The Best (Columbia, CD)
- 2001 - Sternenmädchen (BMG, CD)
- 2005 - My Way (Sony/BMG/Music Entertainment, CD)
- 2012 - In My World (Spectrum, CD)

#### Colonne sonore
- 1980 - Cha Cha (CBS, 1980, LP) con Lene Lovich e Herman Brood

### Discografia con Nina Hagen & Automobil

#### Singoli
- 1974 - Du hast den Farbfilm vergessen/Wenn ich an dich denk (Amiga, 7")
- 1975 - He, wir fahren auf's Land/Komm, Komm (Amiga, 7")

## Filmografia

### Attrice

#### Cinema
- Hostess (film) (1976)
- Liebesfallen (1976)
- Unser stiller Mann (1976)
- Bildnis einer Trinkerin. Aller jamais retour (1979)
- Cha-Cha (1979)
- Pankow '95 (1983)
- Lilien in der Bank (1996)
- Wasilisa, die Schöne (2000)
- 7 Zwerge (2004)
- 7 Zwerge - Der Wald ist nicht genug (2006)
- Desire Will Set You Free (2015)

#### Televisione
- Heiraten/Weiblich (1975)
- Heute ist Freitag (1975)
- Sci-Fright (1999), serie televisiva
- Invincibili angeli (2005)
- ABC der Liebe

### Doppiatrice
- Rudolph, il cucciolo dal naso rosso (1998): Stormella
- Cani miliardari (1999): Emmo
- Villa Henriette (2004): voce della casa

## Opere
- That's Why the Lady Is a Punk, Schwarzkopf & Schwarzkopf, 2003
- Bekenntnisse, Pattloch, 2010. ISBN 978-3629022721